# Siegbahn
Le siegbahn ou unité X (symbole xu pour X-unit) est une unité de longueur autrefois utilisée pour mesurer la longueur d'onde des rayons X et gamma. Il vaut approximativement 1,002 1 × 10-13 mètres. 

## Définition
Défini par le physicien suédois Karl Manne Georg Siegbahn (1886-1978) en 1925, il ne pouvait pas, à cette époque, être mesuré directement ; aussi la définition se base-t-elle plutôt sur les cristaux de calcite utilisés par les appareils de mesure. 
Le siegbahn était défini comme le 1/3029,04 de l'espacement des plans cristallins (200) de la calcite à 18 °C.
Le siegbahn cuivre (symbole xu(CuKα1)) est calibré en fixant la longueur d'onde de la ligne Kα1 du cuivre à exactement 1 537,400 xu. Ce qui donne 1 xu = 1,002 077 89 × 10−13 ± 7,0 × 10−20 m.
Le siegbahn molybdène (symbole xu(MoKα1)) fixe, d'une façon similaire, la ligne Kα1 du molybdène à 707,831 xu, ce qui donne 1 xu = 1,002 099 38 × 10−13 ± 4,5 × 10−20 m.

## Historique
Siegbahn, qui reçut le prix Nobel de physique en 1924 pour ses travaux en spectroscopie des rayons X, avait voulu ainsi définir une unité valant approximativement 10-13 mètres.
Aux alentours de 1965, l'ångström ancien (Å*) commença à remplacer le siegbahn dans l'usage.